# Васильев, Александр Фёдорович (Герой Советского Союза)
Александр Фёдорович Васильев (1911—1999) — советский танкист. Участник боёв на Халхин-Голе и Великой Отечественной войны. Герой Советского Союза (1939). Майор.

## Биография

### Ранние годы
Александр Фёдорович Васильев родился 9 июня (27 мая — по старому стилю) 1911 года в губернском городе Астрахань Российской империи (ныне областной центр Российской Федерации) в семье рабочего. Русский. Закончил 4 класса начальной школы, и один курс рабфака. Работал помощником конторщика и подручным слесаря на одном из астраханских металлообрабатывающих предприятий.

### В рядах РККА
В ряды Рабоче-крестьянской Красной Армии А. Ф. Васильев вступил добровольно в мае 1932 года и был направлен в Саратовскую бронетанковую Краснознаменную школу РККА. После её окончания в 1934 году получил назначение в Забайкальский военный округ. Служил в составе 11-го механизированного корпуса командиром танка, затем командиром танкового взвода. В августе 1937 года в составе особой механизированной бригады 57-го особого стрелкового корпуса Александр Фёдорович был направлен в Монгольскую Народную Республику. К лету 1939 года он занимал должность командира танковой роты 2-го танкового батальона 11-й лёгкой танковой бригады. Перед началом конфликта на реке Халхин-Гол бригада дислоцировалась в монгольском городе Ундэрхан.

### На реке Халхин-Гол
28 мая 1939 года 11-я лёгкая танковая бригада была поднята по тревоге и, совершив 800-километровый марш-бросок по монгольским степям, 31 мая заняла позиции южнее города Тамцак-Булак. До 3 июля 1939 года бригада формально находилась в резерве 57-го особого стрелкового корпуса, однако отдельные её подразделения участвовали в боевых операциях с середины июня 1939 года. В одной из таких операций отличился старший лейтенант А. Ф. Васильев.
Во второй половине июня командование корпуса получило информацию о готовящемся наступлении Квантунской армии. С целью проверки полученных сведений была создана специальная разведгруппа под командованием капитана Н. Н. Зайюльева, которая была усилена пятью танками БТ-5 под командованием старшего лейтенанта А. Ф. Васильева. Группе было поручено провести разведку боем в районе буддийского монастыря Джанджин-сумэ. Ночью 24 июня 1939 года разведгруппа пересекла линию фронта и на рассвете, смяв японский заслон, атаковала японские позиции, уничтожив артиллерийскую и зенитную батареи, около двух десятков солдат и разгромив штаб японской части. В ходе налёта японцами был повреждён лишь один бронеавтомобиль БА-10, который с помощью танка вместе с получившим ранения экипажем был благополучно эвакуирован в расположение своих войск.
В ночь со 2 на 3 июля 1939 года японские войска форсировали реку Халхин-Гол и после ожесточённого боя захватили склон горы Баин-Цаган. Началось Баин-Цаганское сражение. В 3 часа ночи 3 июля 11-я легкая танковая бригада была поднята по тревоге и брошена на ликвидацию вражеского плацдарма. Бои продолжались с 3 по 5 июля 1939 года. Рота старшего лейтенанта А. Ф. Васильева принимала активное участие в разгроме японских дивизий в районе горы Баин-Цаган, а 5 июля 1939 года 4 танка БТ-5 под командованием Васильева вступили в бой с 11 танками противника и вышли победителями, уничтожив 4 вражеские машины и не потеряв ни одной своей. 
Указом Президиума Верховного Совета СССР 29 августа 1939 года старшему лейтенанту Васильеву Александру Фёдоровичу было присвоено звание Героя Советского Союза.

### В межвоенные годы
После событий на Халхин-Голе Александр Фёдорович продолжил службу в Монголии. 15 июля 1939 года 57-й особый стрелковый корпус был реорганизован в 1-ю армейскую группу, которая приказом НКО СССР от 01.06.1940 года была преобразована в 17-ю армию. Вскоре после этого А. Ф. Васильев был направлен в Военную академию механизации и моторизации РККА, которую он закончил в 1941. 

### В годы Великой Отечественной войны

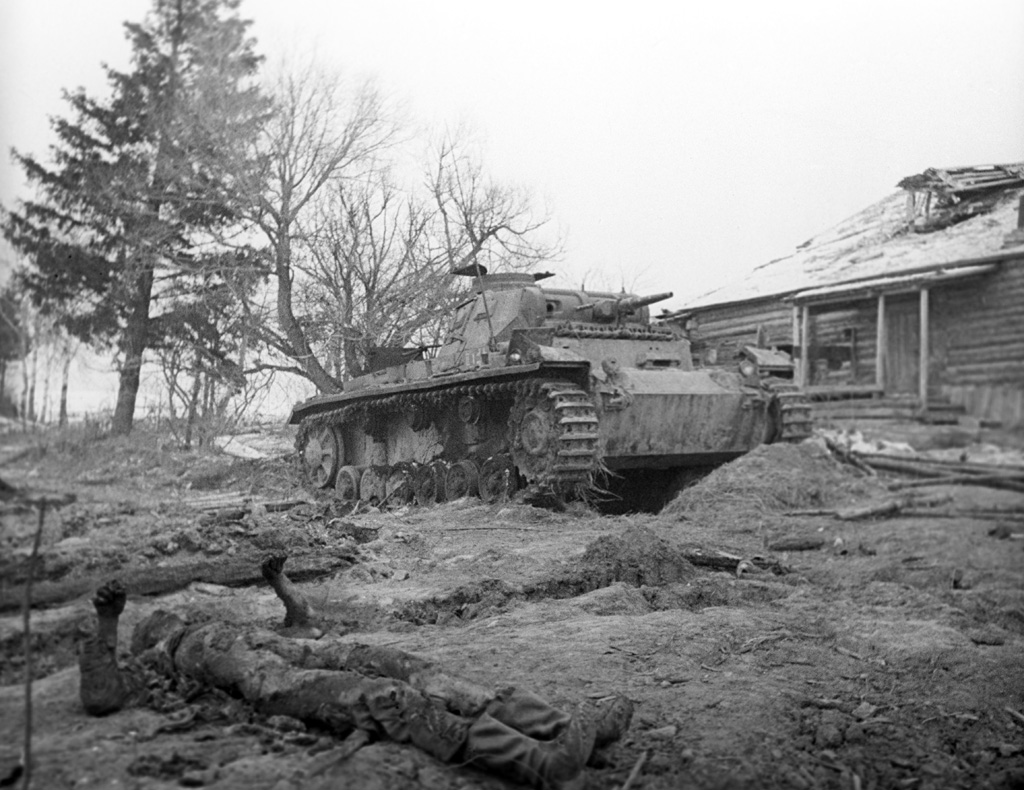
Подбитый немецкий танк у деревни Скирманово, 1941.

В сентябре 1941 года капитан А. Ф. Васильев получил назначение в 28-ю танковую бригаду, где занял должность командира роты средних танков 28-го танкового полка. 22 октября 1941 года бригада убыла на Западный фронт, где вошла в состав 16-й армии и заняла оборону в районе станции Кубинка. В ходе Битвы за Москву в бою за деревню Скирманово Рузского района Московской области 26 октября 1941 года Александр Фёдорович был тяжело ранен и эвакуирован в госпиталь, где врачам пришлось ампутировать ему левую руку. После выписки из госпиталя А. Ф. Васильев был направлен на службу в Камышинское танковое училище. Работал преподавателем, помощником начальника и начальником учебного отдела училища.

### В послевоенные годы
В 1946 году Александр Фёдорович уволился в запас в звании майора. В 1949 году он окончил Высшую школу профсоюзного движения. Работал в профсоюзных организациях различных центральных ведомств.
Жил в Москве по адресу: Волоколамское шоссе, 14. Умер 2 февраля 1999 года. Похоронен на Митинском кладбище.

## Награды
- Медаль «Золотая Звезда» (29.08.1939)
- Орден Ленина (29.08.1939)
- Орден Красного Знамени (17.01.1942)
- 2 ордена Отечественной войны I степени (13.09.1945; 11.03.1985)
- Орден Сухэ-Батора
- Орден Боевого Красного Знамени Монгольской Народной Республики (1939)
- Медали

## Документы
- Общедоступный электронный банк документов «Подвиг Народа в Великой Отечественной войне 1941—1945 гг.» Архивировано 13 марта 2012 года. № в базе данных 10372452. Архивировано 23 сентября 2012 года., 46957864. Архивировано 23 сентября 2012 года.